# Културна историја Срба (књига)
Културна историја Срба: предавања је књига професора Јована Деретића, објављена 2001. године у издању Филолошког факултета из Београда и Нове светлости из Крагујевца. Рукопис предавања приредили су за штампу др Мило Ломпар и мр Зорица Несторовић.

## О књизи
Књига садржи предавања која је аутор држао студентима Филолошког факултета у Београду и Крагујевцу у периоду од 1993/1994. до 2000/2001. школске године. Накнадно су додати одељци из књижевности, али сасвим укратко. Курс у оквиру ког су одржана предавања је био намењен студентима српске књижевности и сврха му је била да пружи основна знања из историје и других грана културе, да боље схвате културноисторијску позадину књижевности у појединим раздобљима. Исту улогу треба да има и ова књига.
Књига представља свеобухватну синтезу основних знања из историје и других грана културе српскога народа, али и предложак за разумевање културно-историјске позадине књижевности у појединим раздобљима, и од непроцењивог је значаја за историју српске културе и књижевности.
Новија издања књиге из 2013, 2016, 2018. и 2022. године су поткрепљена великим бројем слика и фотографија споменика културе, манастира, фресака, композиција и многих других значајних тековина вишевековне културне историје Срба.
Предавања као и књигу Деретић је поподелио на културу Срба у средњем веку, затим на народну, грађанску и модерну културу. Желео је да истакне како за различите периоде и услове треба да важе различити критеријуми, а да притом подједнако треба имати разумевања и за утицај на српску културу са истока, и за утицај са запада, али и за обичаје наслеђене из времена пре него што су Срби примили хришћанство.